# Culicoides musajevi
Culicoides musajevi är en tvåvingeart som beskrevs av Dzhafarov 1961. Culicoides musajevi ingår i släktet Culicoides och familjen svidknott. Inga underarter finns listade i Catalogue of Life.